# Zabawy dziecięce
Zabawy dziecięce (niderl. Kinderspelen) – obraz olejny na desce niderlandzkiego malarza Pietera Bruegla.

## Tło kulturowe
Tematyka obrazu stanowiła rzadkość w czasach, w których przypadło żyć Brueglowi. Dzieciństwo w sztuce było pomijane, w życiu codziennym stanowiło etap przejściowy do dorosłości. Świat dzieci był niezauważalny, a one same były traktowane jak mali dorośli. Takie podejście jest widoczne na obrazie, gdzie wszystkie postacie noszą szaty dorosłych – dziewczynki fartuchy i czepki swoich mam, a chłopcy – spodnie, kapoty i kubraki ojców. Na obrazie jest niewiele zabawek (kilka z nich można zobaczyć w lewym dolnym rogu obrazu), co nie jest problemem dla 250 przedstawionych dzieci. Do zabawy wykorzystują różne przedmioty: kawałki drewna, kości, obręcze, beczki, czyli wszystko, co poniewiera się po podwórzach. Twarze dzieci nie mają określonego wieku. Malarz, zgodnie ze swą manierą, nie upiększał ani nie idealizował postaci, tak jak czynili to późniejsi malarze; w atmosferze zabawy brak głębszych uczuć czy zainteresowania, co według jego biografa może wynikać z bardzo trudnego dzieciństwa Bruegla.      
Historia sztuki nie zna drugiego dzieła, które by przedstawiało taką liczbę różnorodnych gier i zabaw najmłodszych. Uważny widz może tu rozpoznać 92 różne gry i zabawy. Wśród nich są i te zakazane dla dzieci, np. gra astragalami (kośćmi), w którą grało się na pieniądze. 

## Interpretacja
Obraz, prócz studium etnograficznego, stanowi ostrzeżenie dla dorosłych przed trwonieniem życia i traktowaniem go jak dziecięcą zabawkę. Na taką interpretację może wskazywać brak dziecięcych cech na obliczach dzieci. Obraz ogląda się z różnej odległości, co stanowi ciekawe połączenie dla widza, który angażuje się w akcję przedstawioną przez malarza. By ogarnąć całą scenę trzeba ją oglądać z odległości, ale by dojrzeć szczegóły należy przysunąć się bliżej. Również perspektywa, jaką obrał Bruegel, jest nietypowa, przesunięta na prawą stronę, co powoduje, iż budynki po lewej stronie łączą się pod kątem prostym z długą ulicą. Wzrok widza podąża wzdłuż niej, a budynki, dzięki ciemnej barwie, „wyróżniają się, tworzą równowagę i łącznik między pierwszym i dalszym, pełnym napięcia, planem”'. Podobną perspektywę Bruegel stosował wielokrotnie, przykładem czego są np. Przysłowia niderlandzkie, Walka karnawału z postem czy Procesja na Kalwarię.